# Ernst du Plat

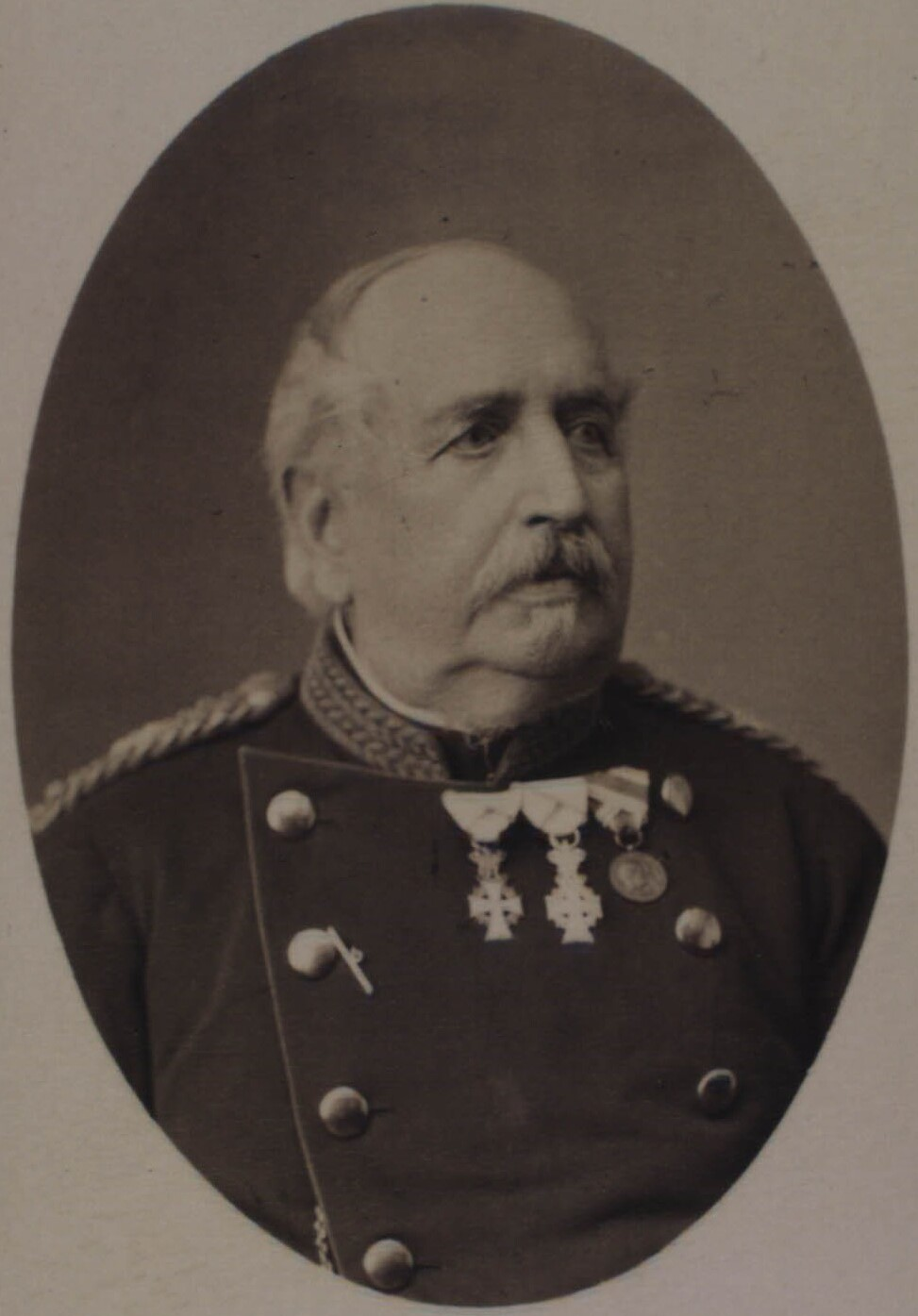
Ernst du Plat
(Foto: Hansen, Schou & Weller)

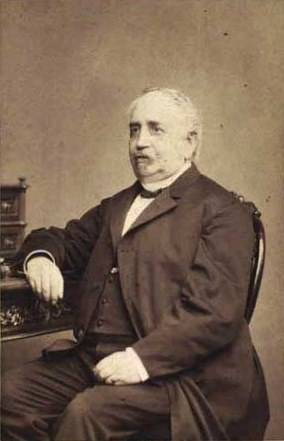
Ernst du Plat
(Foto: Christian Neuhaus)

Georg Ernst Emil du Plat (* 23. Juni 1816 in Kopenhagen; † 15. Dezember 1892 ebenda) war ein königlich dänischer Generalmajor.

## Leben
Er entstammte dem französischen Adelsgeschlecht du Plat, dessen erster Vertreter in Deutschland Pierre Joseph du Plat (1657–?) war, Stammvater der hannoverschen Linie. Mitglieder dieser deutschen Linie traten wiederum in königlich dänische und britische Dienste. Plat war einer von fünf Söhnen des Generalmajors und Kammerherrn Johann Heinrich Christian du Plat (1769–1852), Kommandeur der Kadettenanstalt in Kopenhagen, und der Alette Marie Amalia Wilster (1777–1853). Seine beiden älteren Brüder waren der Generalstabsoffizier Caesar du Plat (1804–1874) und der Generalmajor Claude du Plat (1809–1864).
Plat begann seine militärische Karriere am 1. Januar 1826 als Kadett. Am 7. Mai 1832 wurde er Sekondeleutnant und am 1. Juli 1842 zum Premierleutnant befördert. Am 22. Juli 1849 wurde er Kapitän 2. Klasse und am 28. Mai 1853 Kapitän 1. Klasse. Zum Major wurde er am 8. Juli 1861 ernannt und am 1. Oktober 1864 zum Oberstleutnant und Kommandeur des 17. Bataillons. Noch im selben Jahr wechselte er als Kommandeur zum 4. Bataillon, was er dann bis 1867 blieb. Vom 17. Januar 1867 bis 1870 war er schließlich Chef des 17. Bataillons. Im Jahr 1870 wurde Plat im Rang eines Generalmajors in seinen Ruhestand verabschiedet.
Bereits 1840 war Plat zum Hofjunker erhoben worden, 1841 zum Kammerjunker. Am 13. September 1848 wurde er zum Ritter des Dannebrogordens erhoben und am 6. Oktober 1860 mit der Verdienstmedaille des Dannebrogordens (Dannebrogordenens Hæderstegn) ausgezeichnet.
Plat heiratete am 6. Februar 1867 in der Kopenhagener Garnisonkirche Maria Franziska Josephine Owen (* 5. Juli 1819; † 27. April 1895), die Tochter des Joseph Owen (1798–1862).
Er wurde im Dezember 1892 auf dem Kopenhagener Garnisonsfriedhof beigesetzt.

## Orden und Ehrenzeichen
- 1848: Ritter des Dannebrogordens
- 1860: Verdienstmedaille des Dannebrogordens (Dannebrogordenens Hæderstegn)